# Ꚕ
Ꚕ, ꚕ (в Юникоде называется хвэ) — буква расширенной кириллицы, использовавшаяся в абхазском языке. Соответствует нынешнему диграфу Ҳә, обозначающему лабиализованный глухой глоттальный щелевой согласный /ħʷ/. Происходит от буквы Һ.

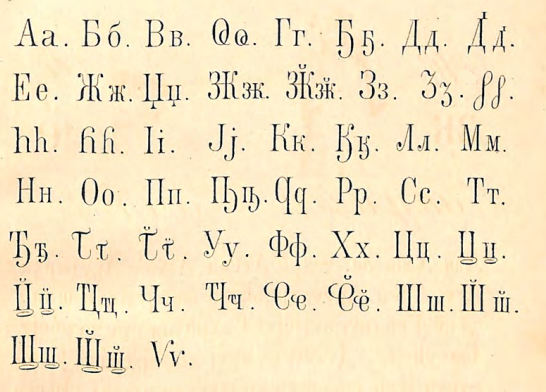
Абхазский алфавит Мачавариани и Гулиа 1892 года